# Geoff Lees
Geoff Lees (Kingsbury, Warwickshire, Engleska, 1. svibnja 1951.) je bivši britanski vozač automobilističkih utrka. Godine 1975. osvojio je naslov prvaka u Formuli Ford 1600. U Europskoj Formuli 2 je povremeno nastupao 1978. i 1980. Godine 1981. odvezao je prvu punu sezonu, gdje je pobjedama na stazama Pau, Spa-Francorchamps i Donington, te postoljima na Mugellu, Misanu i Mantorpu, osvojio naslov prvaka u bolidu Ralt RH6/81-Honda. U Formuli 1 je povremeno nastupao od 1978. do 1982., bez da je ikada odvezao punu sezonu. Najbolji rezultat je ostvario na Velikoj nagradi Njemačke 1979., kada je kao zamjena za Jean-Pierrea Jariera u Tyrrellu osvojio sedmo mjesto. Godine 1983. osvojio je naslov prvaka u Japanskoj Formuli 2. Na utrci 24 sata Le Mansa je nastupao u razmacima od 1982. do 2000., a najbolji rezultat je ostvario 1990. kada je sa suvozačima Masanorijem Sekiyom
i Hitoshijem Ogawom u momčadi Toyota Team Tom's, osvojio šesto mjesto. Pobjeđivao je na utrkama 1000 km Suzuke, 500 km Suzuke, 1000 km Fujija, 500 km Sugoa, 500 km Monze, 500 km Minea, 4 sata Jarame i 1000 km Monze.

## Vanjske poveznice
- Geoff Lees - Driver Database
- Geoff Lees - Stats F1
- All Results of Geoff Lees - Racing Sports Cars